# V602SH
V602SHは、シャープが製造し、ソフトバンクモバイル（旧・ボーダフォン日本法人）が販売していたPDC通信方式の携帯電話端末である。

## 特徴
V602SHは携帯電話では世界初の光学2倍ズーム対応200万画素CCDカメラを搭載している。サブディスプレイはV601SHのカラー液晶から、モノクロ液晶へと格下げとなった。これ以後、ボーダフォン（現・ソフトバンクモバイル）のシャープ製端末はサブディスプレイが簡略化される傾向が続くことになる。しかし現在はサブディスプレイが簡略化されることはなくなった。
高画素高画質競争によりこれまで良くなる一方であったカメラの画質は、ズーム機能付与のレンズ性能か、前機種よりも落ちてしまった。また、オートフォーカスの動作がかなり遅い為、シャッターキーを押してからピントが合い、シャッターが切れるまでに１秒近いタイムラグが発生する。
ミュージックプレイヤー対応。
ただしミュージックキーと呼ばれるものを有料ダウンロードしないと使用不可だった。

## 付属品
- 電池パック
- 急速充電器
- 卓上ホルダー
- L型ビデオ出力ケーブル